# Elsje de Wijn
Elsje Agatha Francisca de Wijn (Amsterdam, 3 januari 1944) is een Nederlands actrice. Na haar eindexamen aan de Amsterdamse Toneelschool in 1967 werkte zij onder meer voor de toneelgezelschappen Centrum, Baal, Art en Pro, het Nationale Toneel, Toneelgroep Amsterdam en Dorst. Toneelgezelschap Dorst bestaat uit bevriende acteurs Trudy de Jong, Theo de Groot en Petra Laseur. Hun eerst voorstelling was tragikomedie "Drang" van Tjeerd Bischoff. Daarna in 2015 "Coco Chanel".
De single Karel, afkomstig uit de theatervoorstelling Met man en muis, gecomponeerd door Harry Bannink op een tekst van Annie M.G. Schmidt, stond 5 weken in de Top 40 met als hoogste de 14e plaats.

## Films (selectie)
- Een huis in een schoen  (1971)
- Frank en Eva (1973)
- Heb medelij, Jet! (1975)
- Bekende gezichten, gemengde gevoelens (1980)
- Voor een verloren soldaat (1992)
- Het 14e kippetje (1998)
- Roodkapje: Een Modern Sprookje (2017)

## Televisie (selectie)
- Meneer Rommel, VPRO
- ‘’Kort en Klein’’, VARA (1970 - 1971)
- Citroentje met suiker, KRO (1972-1974)
- Merijntje Gijzen's Jeugd (1974)
- Zesde klas, IKON (1980-1981)
- Steil achterover, NCRV
- De familie Bakkes, HV
- Ik ben je moeder niet, TROS (1995-1996)
- Verkeerd verbonden, TROS (2000)
- Keyzer & De Boer Advocaten, NCRV/KRO
- Julia's Tango, SBS6  (2007)
- Baantjer, RTL 4 (1997 en 1999)
- Het jaar van de opvolging (1998)